# Yu Xingze
Yu Xingze (Contea autonoma manciù di Xiuyan, 1976) è un'artista cinese contemporaneo che vive tra Bochum, Pechino e Shanghai.

## Biografia
Yu Xingze è nato nella provincia di Liaoning, nel nord della Cina, nel 1976. Dal 1996 al 2000 ha conseguito la laurea triennale presso l'Accademia di Belle Arti Lu Xun, a Shenyang, circa 250 km a nord della sua città natale Xiuyan. Nel 2001, all'età di 25 anni, si è trasferito in Europa per studiare all'Accademia di Belle Arti di Düsseldorf con l'artista tedesco Jörg Immendorff. Temendo che l'influenza del famoso maestro avrebbe soppresso il suo stile individuale e la ricerca di un'esperienza accademica in più di una sola università, nel 2002 Yu Xingze si iscrisse all'Accademia di Belle Arti di Kassel. Nel 2006, ha conseguito il master in pittura alla Kunsthochschule di Kassel, in Germania, sotto la guida del professor Jurgen Meyer. Nel 2013 ha conseguito il dottorato presso la School of Architecture dell'Accademia Centrale delle Belle Arti, Pechino, Cina. Yu Xingze è ora professore associato presso la Scuola di architettura e pianificazione urbana dell'università Tongji di Shanghai, lavorando però anche tra Pechino e Bochum. Le sue opere sono state esposte in Europa, Cina e Stati Uniti.

## Opera artistica
Nel periodo in cui studiava in Germania, Yu Xingze trovò un tessuto chimico trasparente, resistente e con fitte maglie, trasparente da davanti a dietro. L'artista si rese immediatamente conto che questo tessuto, con una semplice lavorazione, poteva diventare supporto pittorico. Il suo valore aggiunto era per Yu Xingze chiaramente la trasparenza. Essa implica la creazione di una dimensione ibrida tra lo spazio virtuale creato attraverso le pennellate dell'artista e lo spazio fisico tra l'osservatore e la tela e tra questa e il muro. La rete dipinta tra il soggetto e l'osservatore, l'incisività del chiaroscuro e gli spessi strati di colore circolari dipinti dall'artista a distanza regolare collaborano per intensificare questo effetto. La "spazializzazione" e la "sensibilizzazione" della pittura sono già diventati una nuova tendenza di questa era, e questa serie di dipinti trasparenti corrisponde proprio a questa indicazione, essendo di grande ispirazione per lo sviluppo dei metodi di pittura.
Se si considera invece la sua opera da un punto di vista delle tematiche trattate, si ha l'impressione che il mondo in cui vivono i soggetti di Yu Xingze sia piuttosto misterioso. Gorilla, una pistola, filantropi, scienziati, un premio Nobel per la pace, giocattoli, eroi, fiori, stelle: lo sforzo di trovare un logico punto di contatto tra di loro è regolarmente vanificato dalla loro eccentrica varietà. Una volta messo da parte il tentativo di categorizzazione razionale dei temi, si può solo lasciarsi andare ed entrare nell'eclettico mondo evanescente creato dall'artista per immagazzinare ed elaborare le informazioni che raccoglie. In questa ottica, la dimensione spaziale che crea con le sue sofisticate tecniche pittoriche serve solo a ospitare questi effimeri costrutti mentali, affermando chiaramente la loro contingenza tramite scelte stilistiche audaci.

## Mostre personali
Le sue mostre personali includono:
- X City, Shanghai Urban Planning Exhibition Centre, Cina, 2017
- Yu Xingze 2013-2015 Painting Exhibition, Chun Art Museum in Shanghai, Cina, 2016
- Animal Brain, Schiller Gallery in Heidelberg, Germania, 2015
- The self is not a reference, Chun Art Museum Shanghai, Cina, 2015
- Visual Paradise – Three Worlds About Yu Xingze, Sishang Art Museum in Pechino, Cina, 2014
- All Promising Phenomena, Meta Gallery, Shanghai, Cina, 2014
- The Transparent of Reflection, Modern Art Space, Shanghai Himalaya Museum, Shanghai, Cina, 2013
- Free Toys, Huayi Gallery, Guangzhou, Cina, 2010
- Free Toys, M Art space, Shanghai, Cina, 2010[6]
- Bubbles, Academy of Fine Arts, University of Kassel, Germania, 2006
- Tower, Stellerk Gallery, Kassel, Germania, 2004
- Color-Feeling, Sparkasse, Bochum, Germania, 2002

## Mostre collettive
Le sue mostre personali includono:
- Art & Antique Vienna Hofburg, Vienna, Austria Schütz Fine Art-Chinese Department, 2018
- Fair for Art Vienna, Vienna, Austria Schütz Fine Art-Chinese Department, 2018
- Art & Antique Residenz Salzburg (March and August), Salisburgo, Austria, Schütz Fine Art-Chinese Department Art & Antique, 2018
- Art & Antique Vienna Hofburg, Vienna, Austria Schütz Fine Art-Chinese Department, 2017
- Mutual Supplementary and Conformity, Chinese contemporary art invitational exhibition, Ludwig Art Museum, Koblenz, Germania, 2016[7][8][9]
- Another Germany, Duisburg Art Hall, Duisburg, Germania, 2016[10]
- Portrait Now! National Museum of Denmark, Copenaghen, Danimarca, 2015
- New Family, Chun Museum Shanghai, Cina, 2015
- Remember, Shuangcheng, Art Exhibit, Duolun Museum, Shanghai, Cina, 2015
- Five Chinese Artists, Bremen city Hall, Brema, Germania, 2014
- Portrait Time Art Museum, Pechino, Cina, 2014
- Naive - Opening Exhibition, Eleven Art Museum, Shanghai, Cina, 2014
- Thawing and Sink, Opening Exhibition, Museum of New Art, Hangzhou, Cina, 2014
- Images Pingshan - Exhibition of famous works of Chinese and foreign sculpture, Shenzhen, Cina, 2014
- Seoul Guanghua Gate International Art Festival, Sejong cultural center, Seoul, Corea del Sud, 2014
- Yuan Shitao: a case study of non sociology, modern Art Space of Zendai Himalaya Art Museum, Shanghai, Cina 2014
- TALK ON THE HORSE, XI Gallery, Shanghai, Cina, 2014
- Perpetual Motion, Contemporary Art Invitational Exhibition, Global port Art Museum，Shanghai, Cina, 2014
- Seoul World Open Art Exhibition, Sejong Cultural Center, Seoul, Corea del Sud, 2014
- The Media & Method in the Contemporary Painting, Sishang Art Museum, Pechino, Cina, 2013
- Cina Youth Art Exhibition, SAP Exhibition Centre, Heidelberg, Germania, 2012
- Pulse of Asia, China contemporary art exhibition, Bangkok Contemporary Art Museum, Bangkok, Thailandia, 2011
- Super Organism – The 1st CAFAM Biennale, Pechino, Cina, 2011
- Time and Space Survey, 21 Art Center, Shanghai, Cina, 2010
- The Opening Exhibition of Shangshagn Museum, ShangShang Museum, Pechino, Cina, 2009
- Leaving the Spotlights, New York Contemporary Art Center, New York, USA, 2008
- The New Art from China - First Art Fair of Washington, Chinese Art Section, International Conference Center, Washington DC, USA, 2007
- EXAMEN 06, Kassel Train Station Right Wing, Kassel, Germania, 2006
- NORD ART 2006 - the 10th International Art Exhibition, Budelsdorf, Germania, 2006
- Dongbei 20 Years Art Exhibition, Guangdong Museum, Guangzhou, Cina, 2006
- NORD ART 2005 - Mysterious Art - the 9th International Art Exhibition, Büdelsdorf, Germania, 2005
- NORD ART 2004 - Unlimited - the 8th International Art Exhibition, Büdelsdorf, Germania, 2004
- Six Young Artists from Kassel, Aachen Museum, Aquisgrana, Germania, 2004

## Lavori selezionati
- Dalai Lama, olio su tela trasparente, 130 x 90 cm, 2013, Schütz Fine Art - Chinese Department
- Golden Gun, olio su tela trasparente, 60 x 90 cm, 2013, Schütz Fine Art - Chinese Department
- Hi Flower-Irises, olio su tela trasparente, raggio: 50 cm, 2013, Schütz Fine Art - Chinese Department
- Hi Flower-Poppy, olio su tela trasparente, raggio: 50 cm, 2013
- Hi Flower-Rosa Chinensis, olio su tela trasparente, raggio: 50 cm, 2013
- The Gorilla Looking Far Into The Distance 5, olio su tela trasparente, 100 x 70 cm, 2013
- The Gorilla Looking Far Into The Distance 2, olio su tela trasparente, 100 x 70 cm 2013
- The Gorilla Looking Far Into The Distance 4, olio su tela trasparente, 100 x 70 cm, 2013